# Saint-Avit-Frandat
Saint-Avit-Frandat är en kommun i departementet Gers i regionen Occitanien i sydvästra Frankrike. Kommunen ligger i kantonen Lectoure som tillhör arrondissementet Condom. År 2022 hade Saint-Avit-Frandat 97 invånare.

## Befolkningsutveckling
Antalet invånare i kommunen Saint-Avit-Frandat
Referens:INSEE